# Klonäckmossa
Klonäckmossa (Fontinalis dichelymoides) är en bladmossart som beskrevs av Nordst. 1888. Klonäckmossa ingår i släktet näckmossor, och familjen Fontinalaceae. Inga underarter finns listade i Catalogue of Life.